# 三毛猫ホームズの四捨五入
『三毛猫ホームズの四捨五入』（みけねこホームズのししゃごにゅう）は、日本の小説家赤川次郎によって1997年に発表された三毛猫ホームズシリーズの長編推理小説である。初出は『小説宝石』（光文社）1997年9月号から12月号まで。

## あらすじ
N女子学園に編入してきた棚原弥生。彼女の担任の竜野は、彼女を一目見て衝撃を受けた。彼が20年前に好きだった女性に似ていたのだ。一方、片山義太郎は、おばの児島光枝の手違いで、弥生の父の棚原薫という男性とお見合いすることになってしまった。そのお見合いの後、片山義太郎を狙った銃弾で薫が死んでしまう。

## 主な登場人物
- 片山義太郎 - 警視庁捜査一課のダメ刑事
- 片山晴美 - 義太郎の妹
- 石津刑事 - 晴美に恋をする猫嫌いの刑事
- ホームズ - 三毛猫

## 書誌情報
- 『おとなりも名探偵』（角川書店カドカワノベルズ、1996年11月） ISBN 4-04-771044-X
- 『三毛猫ホームズの四捨五入』（光文社カッパノベルス、1997年12月） ISBN 4-334-07267-4
- 『三毛猫ホームズの四捨五入』（光文社光文社文庫、2001年02月） ISBN 4-334-73110-4
- 『赤川次郎ミステリーコレクション 2 三毛猫ホームズの四捨五入』（岩崎書店、2002年09月） ISBN 978-4-265-06752-7
- 『三毛猫ホームズの四捨五入』（角川書店角川文庫、2009年06月） ISBN 978-4-04-387011-0

## 短編「三毛猫ホームズの四捨五入」
内容が全く異なる同じ赤川次郎による同名の短編「三毛猫ホームズの四捨五入」が存在する。当初『おとなりも名探偵』（角川書店カドカワノベルズ、1996年11月 角川文庫、2000年7月）に書下ろし短編として発表され、のち「三毛猫ホームズの殺人協奏曲」と改題されて短編集『三毛猫ホームズの用心棒』光文社カッパノベルス、2009年12月25日 光文社文庫、2013年4月20日に収録された。